# Machimus ermineus
Machimus ermineus là một loài ruồi trong họ Asilidae. Machimus ermineus được Becker miêu tả năm 1907. Loài này phân bố ở vùng Cổ Bắc giới.